# I&F

Logo des Ailes Express

I&F est une chaîne de détaillant de vêtements unisexe canadien qui est connue sous la bannière Les Ailes Express au Québec depuis 2010.

## Histoire
I&F fut fondé par le groupe Les Ailes de la Mode pour donner une nouvelle image à leur division Fairweather. Dans tout le Canada, les boutiques I&F s'implantèrent. En 2010, le groupe Les Ailes de la Mode qui possède la chaîne Les Ailes de la Mode changea le nom de la boutique au Québec pour GLAM (Groupe Les Ailes de la Mode) un nom tiré du grand magasin québécois autrefois prestigieux. Elle fut renommée en Les Ailes Express en 2011 au Québec. Dans le reste du pays, les boutiques I&F changèrent de bannière, pour d'autres bannières du groupe Fairweather.

## Succursales
- Montréal (Fairview Pointe-Claire, Place Versailles, Place Vertu)
- Brossard (Quartier DIX30)
- Laval (Carrefour Laval)
- Québec (Promenades Beauport)
- Joliette (Galeries Joliette)
- Sherbrooke (Carrefour de L'estrie) (Fermée)
- Trois-Rivières (Carrefour Trois-Rivières Ouest)

Il y a aussi d'autres succursales sous la bannière I&F dans le reste du pays.